# 运动员

美国运动员卡尔·強森，摄于1921年

運動員是指於某些方面擁有高於平常人的身體條件、耐力以及敏捷度等，也因為以上條件而擅長於特定運動競賽的人。古希臘文中的競賽便為「athls」，而競賽稱做「athletes」。從更特定的角度來看，運動員指的是參與職業運動的人們。在英語中，運動員幾乎便是指參與田徑競賽的選手。